# 가로 주름창자
인체 해부학에서 가로 주름창자(transverse colon, 가로결장, 횡행결장, 가로창자) 또는 가로 잘록창자(가로 잘룩창자)는 주름창자에서 가장 길고 가장 많이 움직이는 부분이다.

## 같이 보기
- 주름창자
- 내림 주름창자